# Bébé et la Danseuse

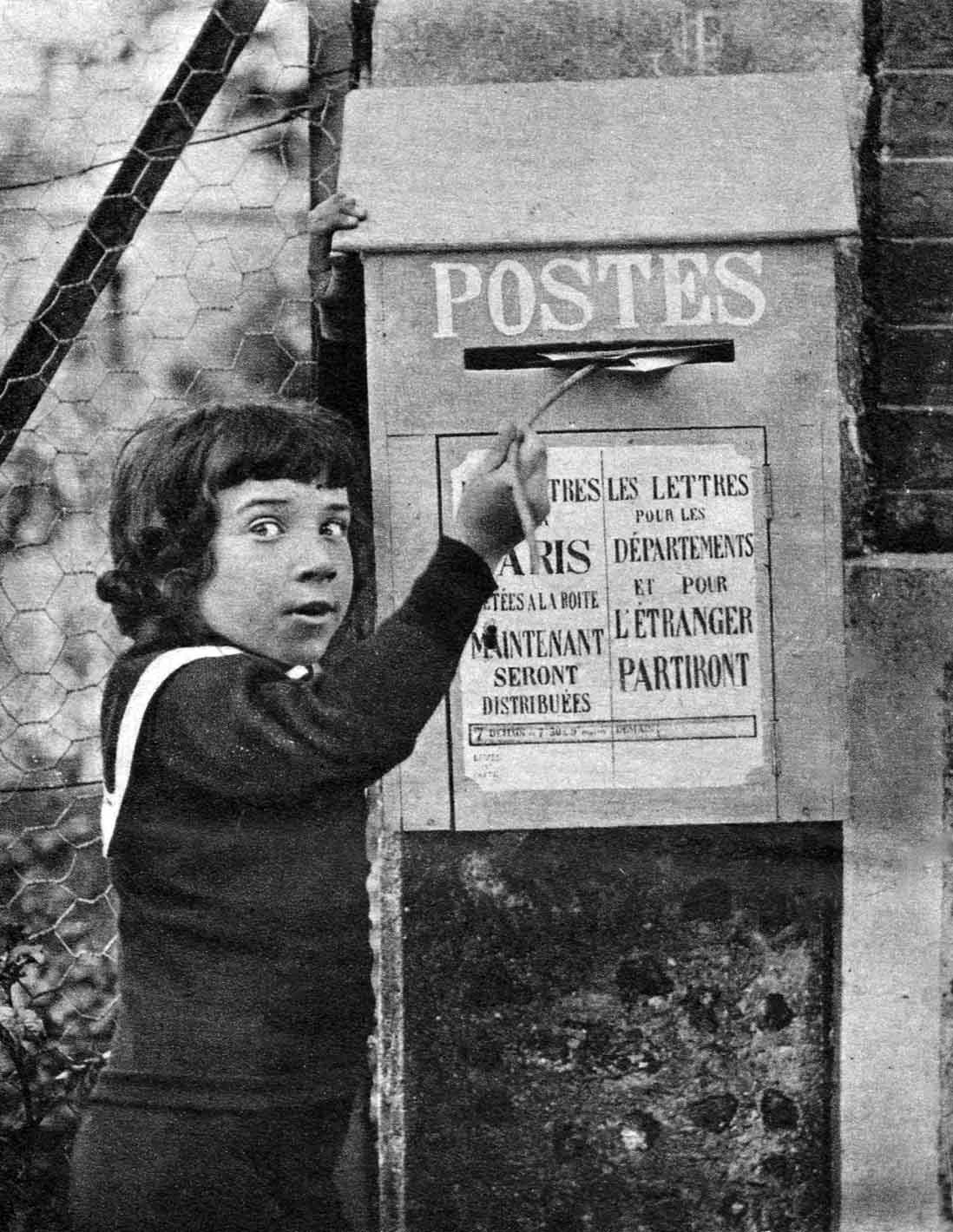
Un fotogramma del film

Bébé et la Danseuse è un cortometraggio muto del 1911 diretto da Louis Feuillade.

## Produzione
Il film fu prodotto dalla Société des Etablissements L. Gaumont

## Distribuzione
Distribuito dalla Société des Etablissements L. Gaumont, uscì nelle sale cinematografiche francesi nell'ottobre 1911.
Negli Stati Uniti, fu distribuito dalla Kleine Optical Company il 24 ottobre 1911 con il titolo Jimmie in Love. Il cortometraggio è conosciuto anche con il titolo internazionale Bébé and the Dancing Girl. Nelle proiezioni, veniva programmato con il sistema dello split reel, accorpato in un'unica bobina con un altro cortometraggio, il documentario The Ostrich Plume Industry.